# Карл I (герцог Нижньої Лотарингії)

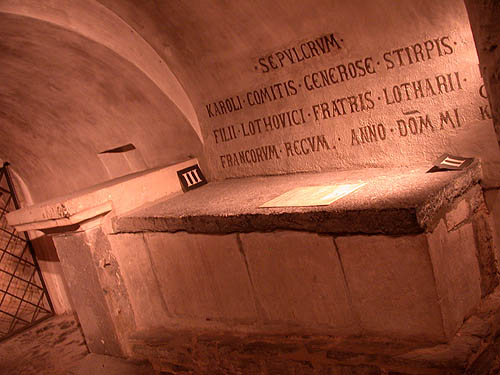
Саркофаг Карла I в базиліці святого Серватія в Маастріхті

Франція в 987 році.

Карл I (Карл Лотаринзький; фр. Charles de Basse-Lotharingie Charles de Basse-Lotharingie;  () , Лан — бл. 993, Орлеан) — один з останніх представників королівського дому Каролінгів, син Людовика IV Заморського і Герберги Саксонської, молодший брат короля Лотаря.

## Біографія

### Конфлікт з королівською родиною і вигнання
Всупереч звичаям попередніх Каролінгів, король Лотар не надав Карлу ніяких королівських повноважень. Ймовірно, бажання отримати хоч якесь володіння, призвело Карла в 976 році до участі в поході в Лотарингію, що входила до складу Священної Римської імперії. Однак це вторгнення, організоване бунтівними васалами імператора Оттона II Рудого, графами Реньє IV і Ламбертом I, завершилося їх поразкою під стінами Монса.
Повернувшись до королівського двору Лотаря, в 977 році Карл звинуватив дружину брата Емму в подружній невірності і зраді з єпископом Асцеліном Ланским. Звинувачення було відхилено церковним синодом на чолі з архієпископом Адальбероном Реймським, в результаті чого Карл був відсторонений від спадкування французького престолу і вигнаний з Франції.
Він знайшов притулок при дворі імператора Оттона II Рудого, який в тому ж році зробив його герцогом Нижньої Лотарингії. Оттон II обіцяв проголосити Карла королем Франції, як тільки Лотар буде відсторонений, а Лотарингія повернена під контроль імперії.

### Війна з Лотарем
У серпні 978 року Лотар вторгся в Німеччину і захопив імперську столицю Ахен, але не зміг здобути повної перемоги над Оттоном II і Карлом. У відповідь на цей напад вже в жовтні Оттон II і Карл самі вторглися до Франції, захопили Реймс, Суассон і Лан — тодішню столицю королівства. Карл був коронований як король Франції в Лані єпископом Меца Теодоріхом I. 30 листопада Гуго Капет розбив війська Оттона II і Карла, після чого змусив їх відступити в Ахен і залишити Лан.
Дії Карла під час цієї війни були кваліфіковані як зрада васальних зобов'язань перед Лотарем і він був остаточно виключений з числа можливих спадкоємців французького престолу. Після смерті Лотаря в 986 році королем став його син Людовик V Лінивий, а після смерті останнього магнати в 987 році обрали королем Гуго Капета. Капетинги таким чином прийшли до влади, ігноруючи Карла — представника будинку Каролінгів.

### Війна з Гуго Капетом
У 990 році, передавши управління герцогством своєму синові Оттону, Карл почав війну проти Гуго Капета, захопив Реймс і Лан. Однак 29 березня 991 року він був схоплений завдяки віроломству Асцеліна (єпископа Ланського) і разом зі своїм молодшим сином Людовиком був виданий Гуго Капету, який ув'язнив Карла з дружиною і дітьми у фортецю в Орлеані.
Карл помер в ув'язненні, але точний рік смерті невідомий. За повідомленням Сігіберта з Жамблу, Карл помер в 991 році, але, швидше за все, хроніст переплутав рік його смерті з роком полону. Вважається, що в січні 992 року Карл був ще живий. У 1666 році в Маастріхті в базиліці Святого Серватія був виявлений саркофаг, в якому, судячи з напису, було поховано тіло Карла. На ньому була висічена дата — 1001 рік, яка довгий час і вважалася роком смерті Карла. Однак пізніше був зроблений висновок, що в цьому році тіло Карла було перевезено в Маастрихт (швидше за все його сином Оттоном), де і було перепоховано. На думку сучасних дослідників Карл помер не пізніше 995 року.
Неясна доля молодших синів Карла — Людовика і Карла. За однією з легенд вони вважалися близнюками, народженими в орлеанської в'язниці, звідки вони втекли в Німеччину. Однак ця легенда не знаходить документального підтвердження. Карл народився в 989 році, Людовик був старшим. Карл був врятований від полону слугами і, ймовірно, жив у старшого брата Оттона, можливо, померши раніше за нього. Що стосується Людовика, то він був ув'язнений разом з батьком в Орлеані і, ймовірно, після смерті батька був разом з матір'ю і сестрами відданий під охорону Асцелина, єпископа Лана. У період між 1005 та 1012 роками він згадується при дворі герцога Аквітанії Гильом V. Він був живий ще в 1009 році. Довгий час з Людовіком, на підставі «Анонімної історії ландграфів Тюрінгії» (XV століття), ототожнювали Людовика Бородатого, родоначальника ландграфів Тюрингії (Людовингов), отримав титул в 1025 році від імператора Конрада II. Однак зараз цю версію більшість істориків відкидають.

## Родина
1 Дружина (з бл. 973) — Агнеса (бл. 955—983), дочка графа де Мо і де Труа Роберта де Вермандуа
2 Дружина (з бл. 979 року) — Аделаїда (народилася в 953).
Діти (невідомо від якого шлюбу):
- Герберга (977 — після 1018); чоловік: граф Лувена Ламберт I (бл. 950—1015)
- Оттон II (до 985 — до 1012), герцог Нижньої Лотарингії (з 991)
- Людовик (до 989 — після 1009)
- Карл (989 — до 1012)
- Аделаїда (970/975—1019); чоловік: граф Намюра Альберт I (помер в 1011)[5].